# にっぽん列島ただいま6時
『にっぽん列島ただいま6時』（ -れっとうただいまろくじ）は、1986年4月7日から1988年4月1日までNHK総合テレビジョンで放送された夕方の生活情報番組である。番組愛称は「いま6」であった。メインスタジオはCT-104スタジオ（金曜のみCT-510スタジオの『ニュースセンター9時』のセットから）であった。

## 概要
ドラマ部、音楽芸能部、教養番組部など番組制作局の各部から若手ディレクターを結集して制作された。1つのテーマを掘り下げるメイン企画に加え、1台のカメラで伝える夕方ライブ中継や、地方局を結んだネットワーク企画、東京トレンド情報など幅広いテーマを斬新な手法で伝えた。番組は『イブニングネットワーク』や『ひるどき日本列島』などNHKのフロート番組の基盤を築いた。司会は宮本隆治であった。なお、『金曜お天気博士』を引き継ぐかたちで、金曜日だけは倉嶋厚がキャスターを務め、お天気を中心とした内容であった。
これ以前に放送された子供向けの情報番組『600 こちら情報部』（1978年4月 - 1984年3月）以来の平日18時からの帯情報番組で、『こちら情報部』とは趣を変えて家族向けにし、各地のNHK放送局が提供する話題を中心に構成した。

## 出演者
- キャスター
  - 宮本隆治（月曜日 - 木曜日）
  - 倉嶋厚（金曜日のみ）
- アシスタント
  - 青木裕子（金曜日のみ、1986年4月 - 1987年3月）
  - 畑恵（金曜日のみ、1987年4月 - 1988年3月）

## コーナー
- ニュース600
  - ニュースセンターから松平定知が全国ニュースを伝えた。